# 安子島城
安子島城（あこがしまじょう）、または安子ヶ島城は、福島県郡山市熱海町安子島字南町にあった日本の城（平山城）。現在は建物はなく城跡のみ残る。

## 概説
安子島城は、鎌倉時代から戦国時代まで陸奥国安積郡に栄えた国人領主 安積伊東氏の庶流 安子島氏の居城として築城され、同氏が代々、城主を務めた。室町時代には、鎌倉公方 足利満兼より派遣された篠川御所 足利満直に従い室町幕府方の京都扶持衆 伊達氏らの勢力と対峙した安子島祐義など鎌倉府方ともなった。戦国時代に安子島氏が奥州管領 二本松氏に随身し、安子島右衛門大夫の代までその傘下にあったが、二本松義継が伊達政宗に討たれると、会津の有力国人 黒川城主 蘆名義広に随身した。しかし、伊達政宗が蘆名氏打倒に乗り出し、安積郡の諸勢力ことごとく伊達方に寝返る中、安子島城を預かる安子島祐高ただ一人が義を重んじ、蘆名方についた。しかし、衆寡敵せず、伊達勢の圧倒的な兵力の前に安子島勢は戦わずして降伏し、1589年（天正17年）城兵の助命と引き換えに開城、安子島一族が同城から逃れ、安子島城も廃城となった。

## 現在
磐越西線安子ケ島駅近くの会津若松駅寄りの線路北側の道路脇に城跡の碑が建てられており、かつては付近に堀も残っていたが、現在は埋没し、地形にその痕跡を残すのみである。
1992年（平成4年）から翌年にかけて発掘調査が行われ、堀や建物跡等の遺構や中世の遺物が出土した。